# 王緒高
王 緒高（おう しょこう、1890年〈光緖16年〉 - 1951年）は、中華民国の官僚・政治家。中華民国臨時政府、南京国民政府（汪兆銘政権）華北政務委員会において各職を歴任した。

## 事績
1912年（宣統3年）、北洋高等警務学堂（学校）を卒業し、直隷省の武清県や豊潤県で知事を歴任している。国民政府の北伐後は、河北省政府公署で科長や秘書を務めた。
中華民国臨時政府が成立すると、天津特別市で各職を歴任。南京国民政府（汪兆銘政権）華北政務委員会に改組された後の1940年（民国29年）5月14日、河北省政府公署に転じて津海道道尹代理に就任した（7月に正式就任と見られる）。1943年（民国32年）2月26日、河北省政府公署で民政庁庁長代理に就任したが、3月18日には天津特別市長代理も兼任する。この異例の状況は半年以上続くも、同年10月15日、王は両職から退いた。
日本敗北後、王緒高は蔣介石の国民政府に漢奸として逮捕され、1946年（民国35年）7月15日、河北高等法院で懲役8年の判決を受けている。中華人民共和国建国後の1951年に処刑された。享年62。

## 注
1. 1 2 3 4 5 6 7 8  徐主編(2007)、170頁。
2. 1 2 3 4  満蒙資料協会(1942)、505頁。
3. ↑  華北政務委員会任用令、任字第276号、民国29年5月14日（『華北政務委員会公報』第1-6期合刊、民国29年6月9日、華北政務委員会政務庁情報局、本会32頁）。
4. ↑  劉ほか編(1995)、1128頁・1141頁。
5. ↑  益井(1977)、184頁。
6. ↑  張(2012)、417頁。
7. ↑  王緒高の処刑理由は不明。同年5月、漢奸の大量処刑が実施され、『人民日報』1951年5月23日に名簿が掲載されたが、その中に王の名前は見当たらない。7月には徐良と温世珍が天津市で処刑されたが、こちらでも王の名前は報道（『人民日報』1951年7月12日）に無い。